# 杉山ひこひこ
杉山 ひこひこ（すぎやま ひこひこ、1976年6月14日 - ）は、日本の俳優。静岡県富士川町（現富士市）出身。旧名は杉山 彦々（読みは同じ）。バウムアンドクーヘン所属。以前はダックスープに所属していた。

## 経歴
日本大学芸術学部映画学科在学中より自主映画製作を始め、冨永昌敬監督の作品に数多く出演する。同時に筧昌也監督、沖田修一監督、入江悠監督、日向朝子監督の自主映画にも参加する。2006年青山真治監督の『エリ・エリ・レマ サバクタニ』にて商業映画にデビューする。2020年には萩原慎一郎のベストセラー歌集を映画化した『滑走路』に出演する。

## 出演情報

### テレビドラマ
- 愛のソレア（2004年、フジテレビ） - 新聞記者 役
- きらきら研修医（2007年、TBS） - 患者さん 役
- DRAMATIC-J 「リバーサイド入口」（2008年、関西テレビ） - 健一 役
- 後楽園の母（2008年、MUSIC ON! TV） - 木村 役
- ロス:タイム:ライフ（2008年、フジテレビ） - 審判 役
- かわい子くん（2008年、WOWOW） - 男の客 役
- 華麗なるスパイ（2009年、日本テレビ） - ジョセフィーヌの新しい男 役
- 大魔神カノン（2010年、テレビ東京） - 古橋 役
- TAXMEN（2010年、TOKYO MX） - ダーツバーマスター 役
- MUSICAL3（2010年、TOKYO MX） - ジョー 役
- 龍馬伝（2010年、NHK大河ドラマ） - 小曽根英四郎 役
- ヒトリシズカ（2012年、WOWOW） - クラブ・コーダ店長 役
- 嘆きの美女 最終回（2013年、NHK BSプレミアム） - 料理大会司会者 役
- ノーコン・キッド 〜ぼくらのゲーム史〜 第9話（2013年、テレビ東京） - エビアン助川 役
- 鉄子の育て方（2014年、名古屋テレビ） - 熱田 役
- ビンタ!〜弁護士事務員ミノワが愛で解決します〜 第7話（2014年、読売テレビ） - 下坂 役
- 水曜ミステリー9 マザー・強行犯係の女〜傍聞き〜（2016年4月20日、テレビ東京） - 木場亮介 役
- ひとりキャンプで食って寝る 第6話・第12話（2019年11月23日・12月28日、テレビ東京） - 釣具店の店員 役
- 真犯人フラグ 第5話（2021年11月14日、日本テレビ） - パン屋 役
- 大河ドラマ 青天を衝け 第40話（2021年12月19日、NHK）- アメリカ日本移民 役
- 北欧こじらせ日記（2022年10月5日 - 26日、テレビ東京） - 福田守 役
- 連続ドラマ かっこいいスキヤキ 第1話（2024年4月20日、テレビ愛知） - バーのマスター 役

### 映画
- 雨乞いの罪人（1999年、監督：冨永昌敬）
- ドルメン（2000年、監督：冨永昌敬)
- ニワトリ（2003年、監督：日向朝子） - 取り立てに来るレンタルビデオ店店長 役
- プレリュード（2003年、監督：日向朝子） - 主演：僕 役
- VICUNAS（2003年、監督：冨永昌敬）
- テトラポッド・レポート（2003年、監督：冨永昌敬）
- 亀虫（2003年、監督：冨永昌敬） - 主演：かー君 役
- 僕は一日で駄目になる（2004年、監督：小沢和史） - 主演：駄目になる僕 役
- 部屋の片隅で、愛をつねる（2004年、監督：入江悠） - ディレクター 役
- 稀人（まれびと）（2004年、監督：清水崇） - ENGレポーター 役
- 鷹匠（2004年、監督：沖田修一） - 働かない兄 役
- オリエンテ・リング（2004年、監督：冨永昌敬） - 歩いて来る男 役
- 「超」怖い話 - 悪霊（2005年、ネットシネマ.TV）
- 行路 I（2005年、監督：入江悠） - 主演
- 黄昏家族（2005年、監督：入江悠） - 主演
- ベルナのしっぽ（2005年、監督：山口晃二） - 僧侶 役
- シャーリー・テンプル・ジャポン・part2（2005年、監督：冨永昌敬） - OC平和基金 役
- OVERCOAT & MITTEN（2005年、監督：日向朝子） - 長男 役
- ジャポニカ・ウイルス（2006年、監督：入江悠） - 木下毛利 役
- このすばらしきせかい（2006年、監督：沖田修一） - 借金取り 役
- パビリオン山椒魚（2006年、監督：冨永昌敬） - 亀田一志 役
- エリ・エリ・レマサバクタニ（2006年、監督：青山真治） - ツルタ 役
- こおろぎ（2007年、監督：青山真治） - バーテン・ピエロ 役
- コンナオトナノオンナノコ（2007年、監督：冨永昌敬） - 小杉 役
- サッド・ヴァケイション（2007年、監督：青山真治） - 間宮運送 益田 役
- パークアンドラブホテル（2008年、監督：熊坂出） - 上村元 役
- 接吻（2008年、監督：万田邦敏） - レポーター 役
- 死神の精度（2008年、監督：筧昌也） - 若い衆 役
- 錨を投げろ（2008年、監督：船曳真珠）
- UBIQUITOUS（2009年、監督：渡辺裕子）
- 永遠に君を愛す（2009年、監督：濱口竜介）
- SR サイタマノラッパー（2009年、監督：入江悠） - リー君 役
- シャーリーの好色人生／転落人生（2009年、監督：佐藤央・冨永昌敬） - 中内 役
- パンドラの匣（2009年、監督：冨永昌敬） - かっぽれ 役
- ランニング・オン・エンプティ（2010年、監督：佐向大） - 田辺 役
- SR サイタマノラッパー2 女子ラッパー☆傷だらけのライム（2010年、監督：入江悠） - 劉くん 役
- ヘヴンズ ストーリー（2010年、監督：瀬々敬久） - 梅本 役
- Shoelace（2010年、監督：福本明日香）
- 結婚学入門（新婚篇）（2010年、監督：濱口竜介）
- 指輪をはめたい（2011年、監督：岩田ユキ） - 医師・鷹田 役
- ソラからジェシカ（2011年、監督：佐向大）
- テルマエ・ロマエII（2014年、監督：武内英樹） - 声の出演
- オオカミによろしく（2014年、監督：真田幹也） ちちぶ映画祭グランプリ受賞作品
- ローリング（2015年）
- シン・ゴジラ（2016年）[2]
- キュクロプス（2018年、監督：大庭功睦） - 財前賢治 役
- 滑走路（2020年、監督：大庭功睦、配給：KADOKAWA）- 鷹野の上司・西岡 役[3]
- 夜を走る（2022年、監督：佐向大）
- 白鍵と黒鍵の間に（2023年、監督：冨永昌敬） - 門松 役[4]
- PLAY! 〜勝つとか負けるとかは、どーでもよくて〜（2024年、監督：古厩智之）[5]
- 重ねる（2024年、監督：配島徹也）[6]

### 舞台
- 密室彼女 劇団、本谷有希子アウェー公演（2006年、演出：本谷有希子、スズナリ） - ゲイの男 役
- ロス:タイム:ライフ（CX 2008年、演出：大木綾子、東京グローブ座 他） - 審判 役
- 薄桜鬼 新選組炎舞録（2010年、演出：キタムラトシヒロ、天王洲銀河劇場） - 井上源三郎 役
- 入院王～あんなに可愛かったミナミさん～（2019年7月5日～7日、恵比寿・エコー劇場）

### 吹き替え
- セルフリッジ 英国百貨店（ジョージ・タウラー）
- ロシアン・スナイパー（ニキータ・タラソフ）

### CM
- ヘーベルハウス 街かどヘーベルハウス（2007年、監督：吉田大八） - がんばる大工さん 役
- スカパー!e2（2007年、監督：吉田大八） - お店の店員 役
- 日通の引っ越し（2010年） - プランナー 役

### PV
- 菊地成孔『南米のエリザベステイラー』（2005年、監督：冨永昌敬）
- 菊地成孔『KEEP IT A SECRET』（2006年、監督：冨永昌敬）
- やくしまるえつこ『おやすみパラドックス』（2009年、監督：冨永昌敬）
- a flood of circle『博士の異常な愛情』『Ghost』（2009年、監督：沖田修一）
- 相対性理論『Q/P』（2011年、監督：冨永昌敬）

### 携帯配信
- 『ロス:タイム:ライフ 猫篇』（2009年、監督：筧昌也）
- 『ロス:タイム:ライフ ロックスター篇』（2009年、監督：筧昌也）
- 『ロス:タイム:ライフ 親子篇』（2010年、監督：筧昌也）
- 『目を閉じてギラギラ 〜一発逆転!?借金人生〜』（2011年、監督：冨永昌敬） - ホスト・ショウ 役

### その他
- 坂上みき RadioSofa（2006年7月3日 - 7月7日、TOKYO FM） - ウィークリーゲスト
- シアタープロダクツ 『東京コレクション2006 A/W モデル』
- モヤモヤさまぁ〜ず2（2019年6月23日、テレビ東京）